# 찰스 잉그램
찰스 윌리엄 잉그램(영어: Charles William Ingram, 1963년 8월 6일 ~ )은 잉글랜드의 사기꾼, 소설가, 전직 영국 육군 소령이다. ITV의 게임 쇼 《누가 백만장자가 되고 싶은가?》의 2001년 9월에 녹화된 에피소드에서 잉그램은 15개의 질문에 정확하게 답하여 쇼의 최대 상금 100만 파운드를 획득하여 역대 세 번째로 기록된 참가자가 되었다. 그러나 잉그램은 부정 행위 혐의로 수상을 거부당했다.
서더크 왕립 법원에서 긴 재판 끝에 잉그램은 기만 및 사기 혐의로 유죄 판결을 받았다. 그는 이후 2003년 보험 사기로 유죄 판결을 받았고 육군 위원회에서 소령에서 전역하도록 명령을 받았다.